# Garīsheh
Garīsheh (persiska: مرباغ, Morbāgh, گریشه) är en ort i Iran.   Den ligger i provinsen Hormozgan, i den södra delen av landet, 1 000 km söder om huvudstaden Teheran. Garīsheh ligger 54 meter över havet och antalet invånare är 543.
Terrängen runt Garīsheh är kuperad åt sydväst, men åt nordost är den platt. Runt Garīsheh är det glesbefolkat, med 11 invånare per kvadratkilometer. Garīsheh är det största samhället i trakten. Trakten runt Garīsheh är ofruktbar med lite eller ingen växtlighet.